# Šargovac
Šargovac (cyr. Шарговац) – wieś w Bośni i Hercegowinie, w Republice Serbskiej, w mieście Banja Luka. W 2013 roku liczyła 3014 mieszkańców.